# THE GEISHA "Remix" GIRLS SHOW - 続・炎のおっさん
『THE GEISHA "Remix" GIRLS SHOW - 続・炎のおっさん』（ザ・ゲイシャ・リミックス・ガールズ・ショー - ぞく・ほのおのおっさん）は、1995年6月21日にフォーライフ・レコード/gütから発売されたGEISHA GIRLSの2枚目のリミックス・アルバム。

## 解説
1stオリジナル・アルバム『THE GEISHA GIRLS SHOW - 炎の おっさんアワー』収録曲3曲のリミックス・アルバム。

## 収録曲
1. 少年（T.Mori's TUFF Mix）(5:22)[3]
  - 作詞：売野雅勇
  - 作曲・編曲：坂本龍一
2. Blow Your Mind-森オッサン チョイチョイ キリキリまい（KENNY "DOPE" REMIX）(3:35)[3]
  - 作詞：高須光聖・Ken&Sho
  - 作曲：鄭東和
  - 編曲：坂本龍一・鄭東和・小日向歩
3. ビー玉（T.Mori's 12.B.O.G.G. Mix） (4:39)[3]
  - 作詞：倉本美津留
  - 作曲・編曲：坂本龍一
4. 少年（U.N.K.L.E.'s Remix）(5:37)[3]
  - 3rdシングルのリミックス。
  - 作曲・編曲：坂本龍一
5. Blow Your Mind-森オッサン チョイチョイ キリキリまい（SUNSHINE ENTERTAINMENT REMIX）(5:09)[3]
  - 作詞：高須光聖・Ken & Sho
  - 作曲：鄭東和
  - 編曲：坂本龍一・鄭東和・小日向歩